# 1928年アムステルダムオリンピックのポーランド選手団
1928年アムステルダムオリンピックのポーランド選手団（1928ねんアムステルダムオリンピックのポーランドせんしゅだん）は、1928年7月28日から8月12日にかけてオランダのアムステルダムで開催された1928年アムステルダムオリンピックのポーランド選手団、およびその競技結果。

## 概要
今大会は金メダル1個、銀メダル1個、銅メダル3個、合計5個のメダルを獲得した。

## メダル
| メダル | 選手名             | 競技 | 種目       |
| ------ | ------------------ | ---- | ---------- |
| 金     | ハリナ・コノパッカ | 陸上 | 女子円盤投 |